# Konibodom (dystrykt)
Konibodom (tadż. Ноҳияи Конибодом, pers. ناحیۀ کان بادام) - dystrykt w wilajecie sogdyjskim w Tadżykistanie. Jego stolicą jest miasto Konibodom. Na terenie dystryktu znajdują się złoża ropy naftowej oraz gazu.

## Podział administracyjny
Dystrykt dzieli się na 6 dżamoatów:
- Lohuti
- Szaripow
- Hamrabajew
- Ortikow
- Pulatan
- Patar